# Vadim Galeyev
Vadim Galeyev, né le 7 février 1992 à Petropavl, est un coureur cycliste kazakh.

## Biographie
Vadim Galeyev naît le 7 février 1992 à Petropavl au Kazakhstan.
Il entre en 2014 dans l'Astana Continental. Il y devient champion d'Asie sur route espoirs, et remporte la 2e étape du Tour de Bretagne et la 3e étape du Tour de Chine II.

## Palmarès et résultats

### Palmarès par année
- 2013
  - 6e étape de la Priirtyshe Stage Race
  - 1re et 3e étapes du Mémorial Viktor Kapitonov
  - 2e de la Priirtyshe Stage Race
  - 3e du Mémorial Viktor Kapitonov
- 2014
  -  Champion d'Asie sur route espoirs
  - 2e étape du Tour de Bretagne
  - Priirtyshe Stage Race
  - 3e étape du Tour de Chine II
- 2015
  - 5e et 7e étapes de la Priirtyshe Stage Race
  - 2e de la Priirtyshe Stage Race
- 2019
  - 3e étape de la Mountain Stage Race Kazakstan

### Classements mondiaux
| Année           | 2014 | 2015 |
| --------------- | ---- | ---- |
| UCI Asia Tour   | 19e  | 296e |
| UCI Europe Tour | 766e | nc   |